# Megaselia spodiaca
Megaselia spodiaca är en tvåvingeart som först beskrevs av Schmitz 1926.  Megaselia spodiaca ingår i släktet Megaselia och familjen puckelflugor. Inga underarter finns listade i Catalogue of Life.